# 팟차난 찌아찌라촛
팟차난 찌아찌라촛(พัศชนันท์ เจียจิรโชติ, 1997년 2월 3일 ~ )은 태국의 가수, 배우이며, 걸 그룹 BNK48 팀NK의 멤버이다.